# Michałowo (gromada)
Michałowo – dawna gromada, czyli najmniejsza jednostka podziału terytorialnego Polskiej Rzeczypospolitej Ludowej w latach 1954–1972.
Gromady, z gromadzkimi radami narodowymi (GRN) jako organami władzy najniższego stopnia na wsi, funkcjonowały od reformy reorganizującej administrację wiejską przeprowadzonej jesienią 1954 do momentu ich zniesienia z dniem 1 stycznia 1973, tym samym wypierając organizację gminną w latach 1954–1972.
Gromadę Michałowo z siedzibą GRN w Michałowie utworzono – jako jedną z 8759 gromad – w powiecie białostockim w woj. białostockim, na mocy uchwały nr 11/V WRN w Białymstoku z dnia 4 października 1954. W skład jednostki weszły: a) obszary dotychczasowych gromad Michałowo, Oziabły, Pieńki, Krynica, Kobylanka, Kazimierowo, Sokole i obszar lasów państwowych N-ctwa Żednia obejmujący oddziały 58, 62, 65, 66, 77, 78, 79, 80 ze zniesionej gminy Michałowo; b) miejscowość Kopce z dotychczasowej gromady Dzierniakowo i obszar lasów państwowych N-ctwa Żednia obejmujący oddziały 52, 53, 54, 55, 56, 57, 59, 60, 61, 63 i 64 ze zniesionej gminy Gródek; oraz c) obszar lasów państwowych N-ctwa Żednia obejmujący oddziały 67, 68, 81, 82, 83, 91 i 100 ze zniesionej gminy Zabłudów; wszystkie w tymże powiecie. Dla gromady ustalono 27 członków gromadzkiej rady narodowej.
31 grudnia 1959 do gromady Michałowo przyłączono obszar zniesionej gromady Nowa Wola oraz wieś Mościska ze zniesionej gromady Topolany.
1 stycznia 1972 do gromady Michałowo przyłączono część obszaru zniesionej gromady Folwarki Tylwickie (wsie Hoźna, Krukowszczyzna, Potoka, Topolany i Tylwica). Do gromady Michałowo przyłączono również z gromady Juszkowy Gród obszar lasów państwowych Nadleśnictwa Hieronimowo obejmujący oddziały 146, 147, 148, i 149 oraz z gromady Rafałówka obszar lasów państwowych Nadleśnictwa Żednia, obejmujący oddziały: 204, 205, 206 i 207; do gromady Rafałówka przyłączono natomiast z gromady Michałowo obszar lasów państwowych Nadleśnictwa Żednia obejmujący oddziały 218, 219, 220, 223 i 224
Gromada przetrwała do końca 1972 roku, czyli do kolejnej reformy gminnej. Z dniem 1 stycznia 1973 roku reaktywowano gminę Michałowo.